# Ubirajara
Bản mẫu:Reciclagem
Ubirajara là một đô thị ở bang São Paulo của Brasil.
Đô thị này nằm ở vĩ độ 22º31'36" độ vĩ nam và kinh độ 49º39'47" độ vĩ tây, trên khu vực có độ cao 499 m. Dân số năm 2004 ước tính là 4.138 người. Đô thị này có diện tích 284,86 km².